# Кашин, Александр Леонидович
Александр Леонидович Кашин (род. 24 августа 1970, Ленинград) — российский предприниматель, спортивный функционер и волейбольный тренер. Председатель совета директоров ХК «ЭГО-Холдинг» и спортивного клуба «Капитан», главный тренер волейбольной команды «Ленинградка».

## Биография
Родился 24 августа 1970 года в Ленинграде. В 1992 году с отличием окончил экономический факультет Санкт-Петербургского государственного университета (СПбГУ), а в 2006 — Санкт-Петербургский государственный университет физической культуры имени П. Ф. Лесгафта. Кандидат экономических наук, доцент СПбГУ.
В 1992—1996 работал начальником отдела, заместителем генерального директора, а затем генеральным директором инвестиционной компании «Орими-Брокер», президентом компании «Орими-Инвест».
В 1996—1999 — член экспертного совета Федеральной комиссии по рынку ценных бумаг.
В 1996—2009 — председатель Совета директоров группы компаний «Энергокапитал».
В 1997—2015 — председатель Совета директоров ОАО «Банк „Александровский“».
В 1998—2000 — заместитель председателя правления ОАО «Банк „Петровский“».
С 1999 — председатель Совета директоров «ЭГО-Холдинг».
2001—2023 — председатель биржевого совета ЗАО «Биржа Санкт-Петербург».
С 2003 — председатель Совета директоров спортивного клуба «Капитан».

## ЭГО-Холдинг
Основным активом А. Л. Кашина является холдинговая компания (группа компаний) «ЭГО-Холдинг», включающее 5 направлений своей деятельности.
- Оборонно-промышленный сектор: управляющая компания «Радиостандарт» (координация деятельности предприятий оборонного сектора), НПО «Завод „Волна“» (создание, производство, ремонт, модернизация оборудования радиосвязи, антенных систем и др.), НТИ «Радиосвязь» (разработка, производство и поставка военной и промышленной продукции), ПКБ «РИО» (разработка комплексов связи для военных и гражданских нужд).
- Гражданский сектор: ЗАО «Завод „Знамя труда“» (производство трубопроводной арматуры).
- Судостроительный сектор: АО «Морские навигационные системы» (навигация, радиосвязь, автоматизация судов и кораблей всех типов).
- База отдыха «Озеро Зеркальное»: расположено в Зеленогорске на берегу озеро Зеркального.
- Спортивный сектор: спортивный клуб «Капитан».

## Деятельность в области спорта
В 2003 году в структуре «ЭГО-Холдинг» был зарегистрирован спортивный клуб «Капитан», председателем Совета директоров которого стал А. Л. Кашин. В состав клуба вошла женская волейбольная команда «Ленинградка» (до 2003 — ТТУ). С 2005 Кашин является также и главным тренером команды.
В 2006—2009 — вице-президент, с 2009 — президент Федерации волейбола Санкт-Петербурга. С 2006 года — член Президиума Всероссийской федерации волейбола.

## Награды
- Медаль ордена «За заслуги перед Отечеством» II степени (2020)[1].
- Медаль Министерства обороны «За трудовую доблесть» (2018).
- Медаль «В память 300-летия Санкт-Петербурга» (2003).
- Медаль «Участнику военной операции в Сирии» (2019).
- Медаль «Адмирал Флота Советского Союза С. Г. Горшков» (2018).
- Медаль «За службу в войсках радиоэлектронной борьбы» (2018).
- Памятная медаль «90 лет войскам связи» (2010).
- Памятная медаль «110 лет службе радиоэлектронной борьбы ВС России» (2014).
- Памятная медаль «110 лет службе связи Военно-Морского Флота» (2019).
- Грамота Главнокомандующего Военно-Морским Флотом за вклад в развитие систем комплексов связи, автоматизированных систем управления, повышение боевой готовности Военно-Морского Флота (2011).
- Благодарность Президента Российской Федерации за достигнутые трудовые успехи, многолетнюю добросовестную работу и активную общественную деятельность (2014).
- Грамота заместителя Министра обороны Российской Федерации за большой личный вклад в разработку и изготовление специализированных средств связи для оснащения объектов Военно- Морского Флота (2017).
- Нагрудный знак «Отличник физической культуры и спорта».
- Почётный знак «За заслуги в развитии волейбола в России».

## Семья
Жена: Светлана Андреевна Кашина (Зенькович; род. 1970).
Дочери:
- Мария Тисевич (род. 1994) — волейболистка, в 2008—2021 выступала за ВК «Ленинградка».
- Александра (род. 1999) — актриса Псковского академического театра драмы имени А. С. Пушкина[2].
- Ксения (род. 2005).